# Кривцов Дмитро Іванович
Крівцо́в Дмитро́ Іва́нович (нар. 3 квітня 1985) — український професіональний велогонщик, майстер спорту міжнародного класу.

## Біографія
Дмитро Іванович Крівцов народився 3 квітня 1985 року в місті Первомайську Миколаївської області.
Заняття велоспортом розпочав у 1993 році в Первомайській ДЮСШ у заслуженого тренера України Віктора Тофана. Згодом переїхав до Донецька, де продовжив навчання під керівництвом Миколи Мирзи.
У 2007 році включений до професійної команди, створеної під егідою «ІСД». У 2009—2010 роках виступав у про-континентальній команді ISD (ISD-Neri). З 2011 року — велогонщик українсько-італійської команди «Lampre-ISD».
У складі збірної команди України брав участь у міжнародних змаганнях в Італії, Франції, Туреччині, Норвегії, Росії, Словенії. Учасник міжнародних велогонок Гент-Вевельгем, Тур Фландрії, Париж-Рубе та інших.
У 2012 році в складі національної збірної України брав участь в XXX літніх Олімпійських іграх в Лондоні.

## Спортивні досягнення
- 2006 — 3-є місце на Чемпіонаті України (до 23 років).
- 2007 — 3-є місце на велогонці «La Roue Tourangelle» (Франція).
- 2008 — переможець 1-го та 3-го етапів «Tour de Ribas».
- 2008 — 3-є місце у «Гран-прі Донецька», переможець 2-го етапу.
- 2008 — 3-є місце в «Пять колец Москвы».
- 2012 — 2-е місце на Чемпіонаті України в Білій Церкві у груповій шосейній гонці.
- 2014 — 3-е місце на Чемпіонаті України в Таращі у груповій шосейній гонці.

### Виступи на Олімпіадах
| Олімпіада   | Дисципліна                     | Результат | Місце |
| Лондон 2012 | Велоспорт. Шосе. Групова гонка | 5:46.37   | 66    |

## Родина
Дмитро Крівцов є молодшим братом українського і французького велогонщика Юрія Крівцова.
Одружений з 2009 року.